# أغوستين بالبوينا
أغوستين بالبوينا (بالإسبانية: Agustín Balbuena) مواليد 1 سبتمبر 1945 في سانتا في، الأرجنتين، هو لاعب كرة قدم أرجنتيني سابق كان يلعب كمهاجم. سبق له أن لعب في كأس العالم لكرة القدم مع منتخب بلاده.

## المسيرة الاحترافية

### أندية لعب لها
- نادي أتليتيكو كولون
- روزاريو سنترال
- إنديبندينتي
- نادي راسينغ
- أتليتيكو بوكارامانغا

## روابط خارجية
- أغوستين بالبوينا على موقع الاتحاد الدولي (مؤرشف)  (الإنجليزية)
- أغوستين بالبوينا على موقع الاتحاد الأوربي (الإنجليزية)
- أغوستين بالبوينا على موقع قاعدة بيانات كرة القدم.إي يو (الإنجليزية)
- أغوستين بالبوينا على موقع ناشيونال فوتبول تيمز (الإنجليزية)
- أغوستين بالبوينا على موقع عالم كرة القدم.نت (الإنجليزية)